# حمله افتادن
حمله افتادن یا حمله سقوط ناگهانی (به انگلیسی: Drop attack)، به افتادن بدون از دست دادن هوشیاری گفته می‌شود. حمله سقوط از مکانیسم‌های متنوعی، از جمله دلایل ارتوپدی (به عنوان مثال ضعف پا و بی‌ثباتی زانو)، دلایل همودینامیکی (به عنوان مثال، نارسایی گذرای مهره‌ای، نوعی قطع جریان خون در مغز) و دلایل نورولوژیک (مانند صرع) ناشی می‌شود. تشنج یا عملکرد دهلیزی ناپایدار)، از جمله دلایل دیگر. مبتلایان معمولاً دچار ضعف ناگهانی پا می‌شوند، گاهی پس از حرکت ناگهانی سر. این ضعف ممکن است ساعت‌ها ادامه داشته باشد.
اصطلاح «حمله افتادن» برای طبقه‌بندی افتادن غیرقابل توجیه در موارد مختلف و به عنوان اصطلاح پزشکی مبهم در نظر گرفته می‌شود. حمله افتادن در حال حاضر خیلی کمتر از گذشته گزارش می‌شوند، احتمالاً در نتیجه دقت تشخیصی بهتر. بر اساس تعریف، حمله افتادن syncope (غش کردن) را که شامل کاهش هوشیاری کوتاه است، حذف می‌کند. در عصب‌شناسی، اصطلاح «حمله افتادن» برای توصیف انواع خاصی از تشنج که در صرع رخ می‌دهد، استفاده می‌شود. حمله افتادن که منشأ دهلیزی آن در گوش داخلی است، ممکن است در مراحل بعدی بیماری منیر توسط برخی افراد تجربه شود (این موارد ممکن است به عنوان حمله تومارکین یا بحران اوتولیتیک تومارکین شناخته شود).
حمله افتادن اغلب در افراد مسن رخ می‌دهد. افتادن در افراد مسن به دلایل زیادی اتفاق می‌افتد و اهداف مراقبت‌های بهداشتی شامل جلوگیری از هرگونه افتادن قابل پیشگیری و تشخیص درست هرگونه افتادن است.